# ディアーヌ・ド・ポワチエ
ディアーヌ・ド・ポワチエ（フランス語: Diane de Poitiers, 1499年9月3日 - 1566年4月22日）は、フランスの貴族女性。フランソワ1世とアンリ2世の親子2代のフランス王の時代に宮廷に出入りしたが、特にアンリ2世の愛妾として有名である。「ポワチエ」は「ポアチエ」「ポワティエ」「ポアティエ」とも表記する。

## 生涯

### 前半生と結婚生活
ディアーヌ・ド・ポワチエは、サン・ヴァリエの領主ジャン・ド・ポワチエ（1539年没）とジャンヌ・ド・バタルネの娘として、サン・ヴァリエ城で生まれた。サン・ヴァリエはローヌ＝アルプス地方のドローム県にある街である。
まだ少女の時に、ルイ11世の娘アンヌ・ド・ボージューの随員だった時期がある。アンヌ王女は弟シャルル8世の未成年期にはフランス摂政を務めたこともある女性であった。
15歳の時、39歳年上のアネ（fr）領主ルイ・ド・ブレゼ（fr）と結婚する。ルイはモレヴリエ伯ジャック・ド・ブレゼを父に、シャルル7世とアニェス・ソレルの庶子シャルロットを母に持ち、シャルル7世の寵臣ピエール・ド・ブレゼを祖父に持つ人物でフランソワ1世の宮廷に仕えた。ディアーヌはルイとの間に、以下の2人の娘を産んだ。
- フランソワーズ・ド・ブレゼ（1518年 - 1574年） - ブイヨン公ロベール4世・ド・ラ・マルク元帥（1512年 - 1556年）と結婚
- ルイーズ・ド・ブレゼ（フランス語版）（1521年 - 1577年） - オマール公クロード2世（1526年 - 1573年）と結婚。

1524年にディアーヌの父ジャンは、ブルボン公シャルル3世の共犯者として反逆罪で訴えられるが、処刑寸前にフランソワ1世によって断頭台から救い出された。
夫が1531年にアネで死ぬと、ディアーヌは残りの人生を黒い喪服で過ごす（後年には白と灰色も加えた）。財政問題と迅速な法務処理に強い関心を示すようになったディアーヌは、手を尽くして亡夫のノルマンディー知事としての報酬と大宮内官の称号を手に入れ、自らノルマンディー宮内官夫人を名乗る。遺産を国王に返納することに異議を唱え、裁判所に訴えた。王は「それらの土地の全容が解明するまで」未亡人が資産収入を保持することを認めた。
夫の存命中から、ディアーヌはクロード・ド・フランス（フランソワ1世の最初の王妃）の侍女を務めた。王妃が亡くなるとフランソワ1世の王母ルイーズ・ド・サヴォワに仕え、次いで王妃の座をついだエレオノール・ドートリッシュの侍女となった。

### 愛妾としての生活

ディアーヌ・ド・ポワチエの紋章。交差した三日月が3つ。

1525年のパヴィアの戦いでフランソワ1世は神聖ローマ皇帝兼スペイン王カール5世の軍に捕われ、王を解放する代わりに2人の王子を虜囚に差し出す協約を結び、フランソワ王太子とアンリは人質としてスペインに送られた。身代金の到着が遅れたせいで、出発時に8歳と7歳だった王子たちは不安定な孤立状態のまま、荒れた城で4年近くを過ごさねばならなかった。アンリは『Amadis de Gaula』というスペインに伝わる騎士道物語を読むことに慰めを見い出した。この本から強い印象を得て、アンリはディアーヌを上流夫人の理想像と感じたのかも知れない。
スペインに送られるアンリは、決別のキスをすでに亡くなった生母クロードではなく元侍女のディアーヌに送った。12歳になったアンリがようやくフランスに戻ると、父王はディアーヌにアンリの家庭教師役を命じ、上品な振る舞いを身につけさせるよう促した。1531年、王はエレオノールを王妃に迎える記念の馬上試合を催し、兄フランソワ王太子は新王妃に敬礼し、対するアンリ王子が敬礼を捧げた相手はディアーヌであった。

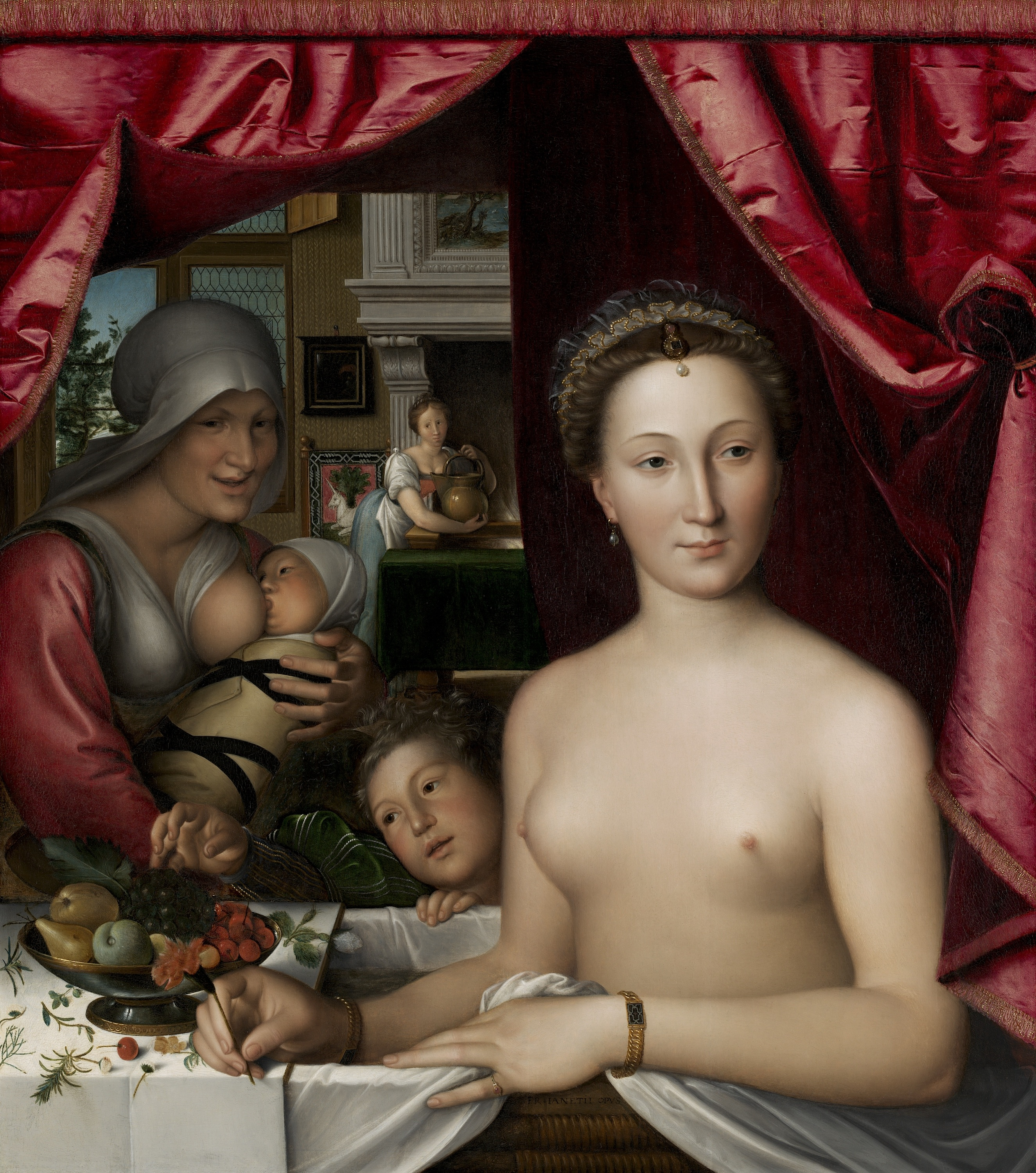
フランソワ・クルーエ『入浴する貴婦人』油彩

アンリの父王とローマ教皇クレメンス7世がまとめ、1533年、アンリはメディチ家のカトリーヌと結婚する。多くのフランス宮廷人の眼から見れば、メディチ家はいきなり出世した存在に過ぎなかったため、この縁組には批判もあった。これを支持したディアーヌは、カトリーヌともどもラ・トゥール・ドーヴェルニュ家の直系の血筋で、女主（あるじ）とは縁戚関係にあった。カトリーヌにとってディアーヌは、夫をめぐるライバルであり、押し付けがましい年上の従姉であった。将来の国王夫婦に子供ができないのは、カトリーヌが侍女の差し金を拒んでいるせいだと噂の的にされると、気遣ったディアーヌはアンリに妃の寝室をもっと頻繁に訪れるように仕向けた。

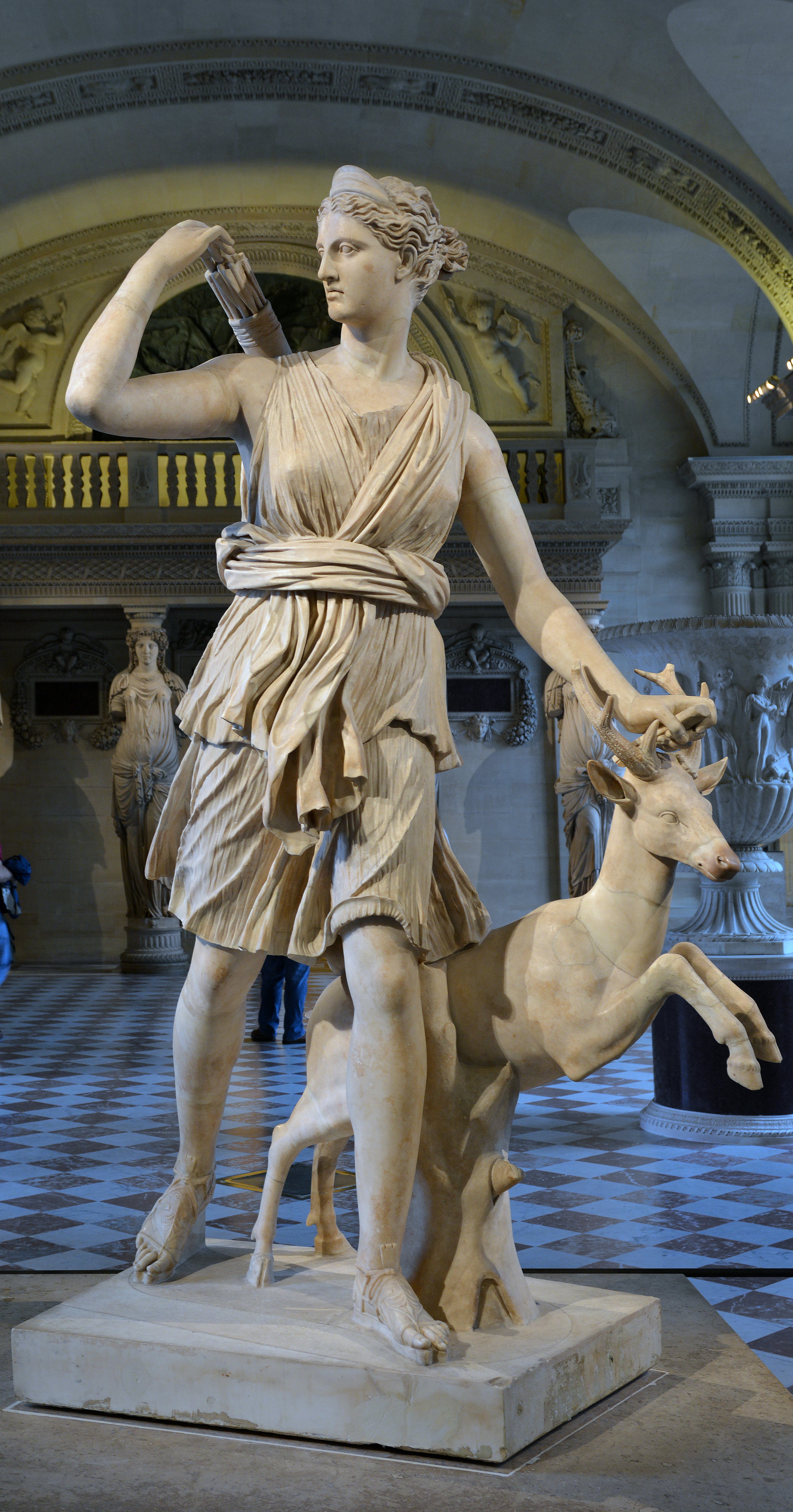
『アルテミスと雌鹿』模刻、通称〈ヴェルサイユのディアーヌ〉。アンリ2世がフォンテーヌブロー宮殿に据えた。ルーヴル美術館収蔵

やがてアンリ夫妻が10人の子宝に恵まれると、ディアーヌは王孫たちの教育係を務めて1551年に引退する。自らの娘フランソワーズはカトリーヌに仕える召使たちを管理する役を拝命している。かたやアンリとカトリーヌの間には子どもが多数あり、他方、ディアーヌはたまさかの訪問で子もなさなかった代わりに、アンリの生涯の友であり続け、王室の仕事を終えた後も含めると25年にわたり王の人生に大きな影響力を及ぼした。2人の書簡から推測すると、ディアーヌがアンリの愛妾となったのは1538年と一般に考えられている。
ディアーヌは美しい女性として知られ、芸術作品にも描かれたとおり、その容貌は50代になっても衰えなかった。偉大な芸術家フランソワ・クルーエが署名した絵はただ2枚が現存するが、そのうちの1枚は浴室に腰掛ける裸体のディアーヌが主題である。他の絵のモデルにもなり、上半身裸もしくは一糸まとわぬ姿で伝統的なポーズをとった。すべての絵が、力強くて魅力的な女性を表現しているようである。
フランソワ1世の存命中、ディアーヌは宮廷で王のお気に入りのアンヌ・ド・ピスルー・デイリーと寵を争わねばならなかった。王が1547年に死去すると、ディアーヌはどうにかアンヌを自領に追放することに成功する。
ディアーヌは知性と政治的洞察力に優れており、王位を継いだアンリ2世は多くの公式文書の作成を任せた。2人の名を併せて「HenriDiane」と署名することさえ許した。「玉座の後ろのブレーン」であったディアーヌは自信に満ちた成熟した大人であり、忠誠をアンリ2世に捧げた。王にとっては宮廷で最も信頼に足る盟友となっていく。教皇パウルス3世が新王妃カトリーヌに「黄金のバラ」を贈った際は、王の愛妾ディアーヌにも真珠のネックレスを贈ることを忘れなかったエピソードは、ディアーヌの地位を物語る。
アンリ2世の子どもたちはディアーヌの影響下に育ったとされ、フランソワ王太子の妃でスコットランド女王のメアリー・ステュアートもその力を強く受けたという。
短期間に権力を行使できた陰に、アンリ2世から1548年にヴァランティノワ公爵夫人という1代称号を認められ、ついで1553年にはエタンプ公爵夫人の名乗りを許された。

王がディアーヌに全幅の信頼を置いていたため、王妃カトリーヌは嫉妬にひどく苦しんだ。アンリ王はディアーヌにフランス王の王冠の宝石を預けたり、アネの城を建ててやったばかりか、王妃がほしがった王室所有の美しいシュノンソー城をディアーヌに与えたのである。しかし王が存命の限り、王妃には状態を変える力はなかった。

### 王の死、ディアーヌの没落

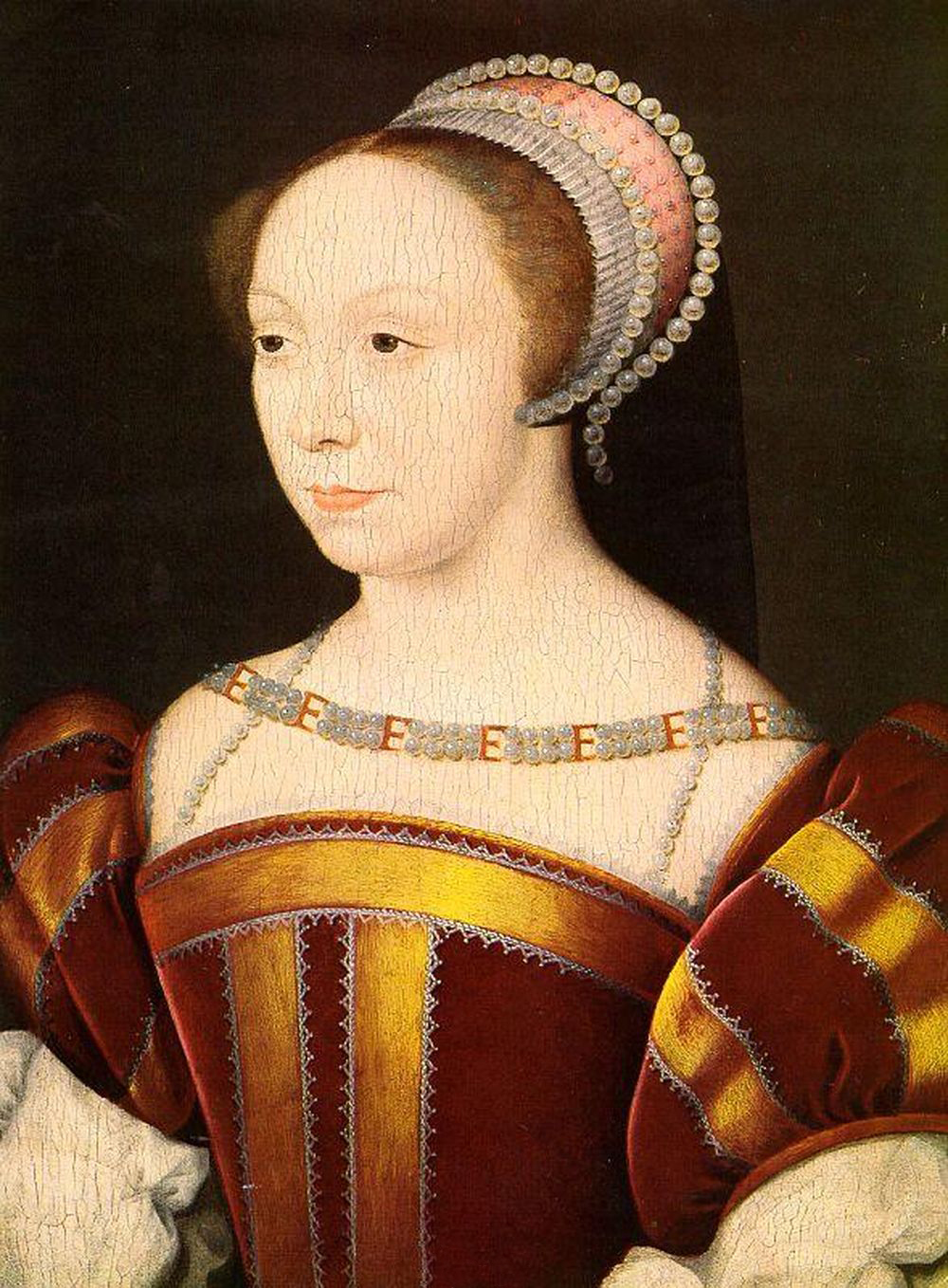
長女フランソワーズ・ド・ブレゼ（1518年 - 1574年）はブイヨン公夫人

王にそれほどの影響力を及ぼしたにもかかわらず、ディアーヌ自身の地位は王の健康と権力次第であり、けっして盤石ではなかった。アンリ2世が1559年に馬上試合で重傷を負うと、実権を握った王妃カトリーヌは、王への接見を制限した。王は繰り返しディアーヌの名を叫んだと言われるが、実際に呼び出されたり接見を認められたりすることはなかった。王妃はディアーヌが王に贈られた品々を一覧に記しており、王の没後、直ちに全ての返還を迫ったという。王の葬儀にすら列席を認めることはなかった。
葬儀から間もなく王妃はディアーヌをシュノンソー城から追い出してショーモン城に移させた。ただし実際には付属する領地から得る収入は後者のほうが多かった点、また旧邸のシュノンソー城は王が来客の接遇に用いた施設であって、王亡き後はあまり接待の必要もなかった点から、ディアーヌは「無理やり手放した」というよりも双方合意という説もある。ディアーヌはショーモン城滞在を短期間に切り上げ、自身に与えられたウール＝エ＝ロワール県のアネ城で余生を送ると、誰にも顧みられずとも平穏のうちに過ごし1566年に67歳で死んだ。娘のフランソワーズは亡き母の望みに従い、城の近くに霊安堂を建てて墓所に定めた。
1866年には彼女の書簡が公開されている。

## 子孫
子孫に、イギリス王族マイケル王子の夫人マリー・クリスティーヌ（1945年 - ）があり、フランス国王ルイ16世妃マリー・アントワネットの親友だった女官のランバル公妃マリー・ルイーズ（1749年 - 1792年）ともども、共通の祖先カトリーヌ・ド・メディシスに連なる。

## 遺骸

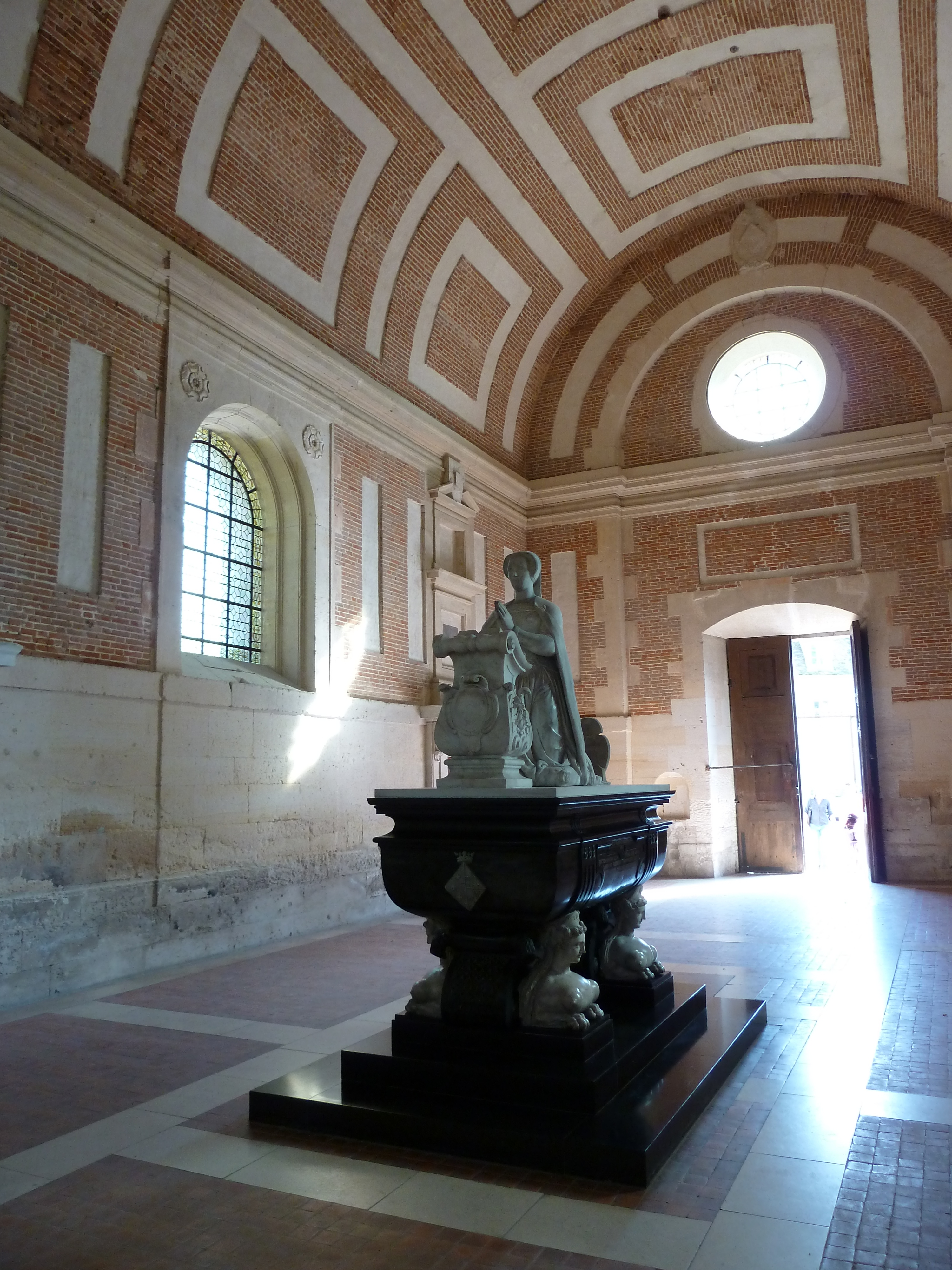
ディアーヌの遺骸が埋葬されている墓所

フランス革命の折にディアーヌの墓は暴かれ、遺骸は集団墓地に投げ込まれた。2008年に共同墓地を調査したフランスの学者は、一体の女性の遺骨の下あごの骨と肖像画を照合し、ディアーヌの乗馬で負った骨折の記録と遺骨の痕が一致することから、当人の遺骨であると断定した。この遺骨はディアーヌが後述する「金のエリクサー」による金中毒であったという調査結果を補強する証拠ともなった。2009年に遺骨は本来の墓所に改葬された。

### 金のエリクサーで中毒死
2009年12月に英国のBMJは、ディアーヌの遺髪からフランスの科学者が高濃度の金と水銀を検出したと報道した。同時に、科学者たちは共同墓地からディアーヌの遺骸を特定して分析にかけ、ジエチルエーテルに塩化金を溶かした「金のエリクサー（エリクシール）」を使用し金中毒で死亡したと考察を発表した。

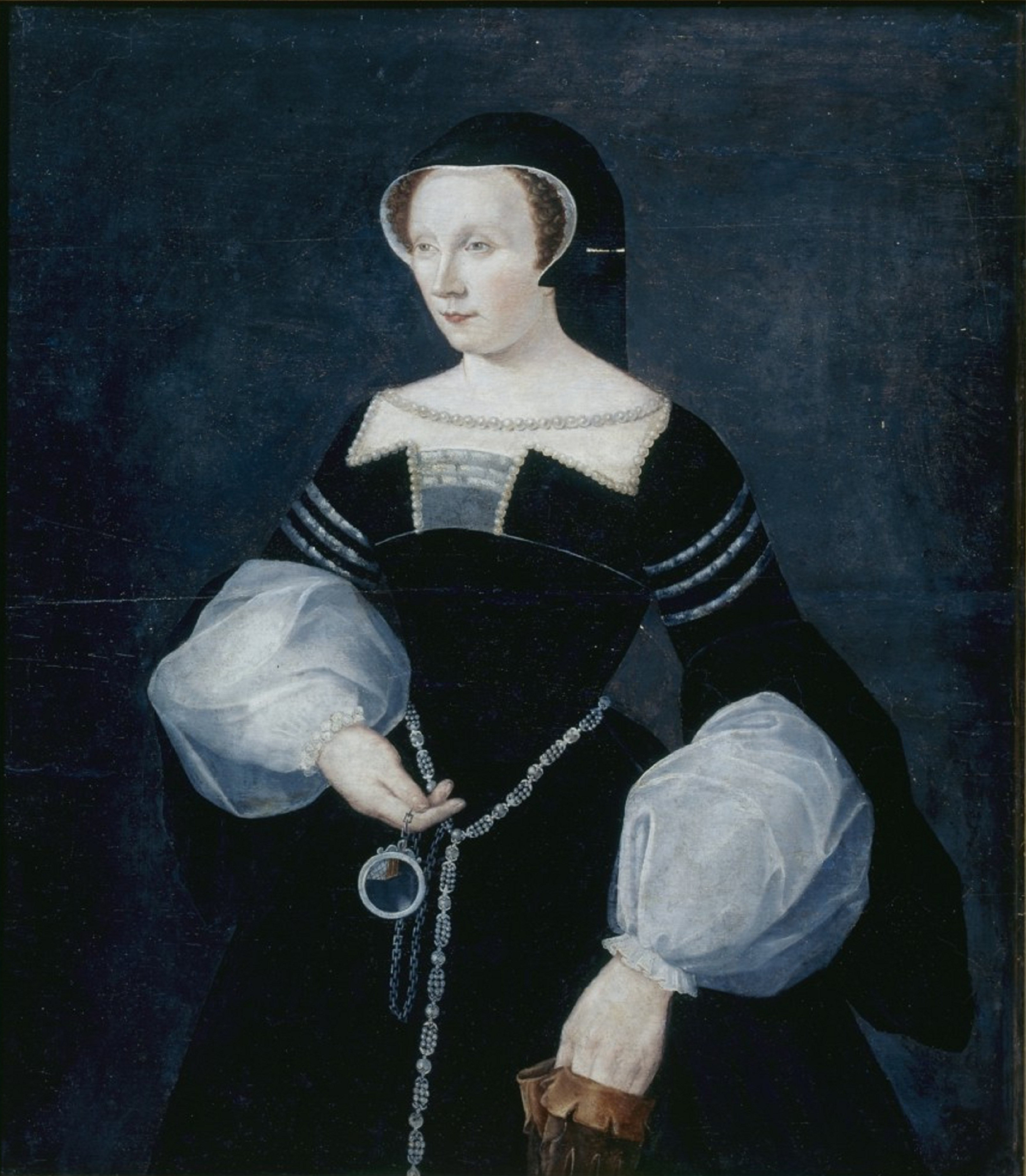
ヴァレンティノワ公爵夫人と名乗った頃の肖像画（ヴェルサイユ宮殿所蔵）

## ヴェルサイユ宮殿コレクション
ヴェルサイユ宮殿コレクションに絵画ほか資料があり、以下を含む。
- 肖像画：ウジェーヌ・ラミ作、収蔵品番号QB-370 (77)-FT4、制作年不明。リトグラフ[15]
- 肖像画：匿名の画家、収蔵品番号MV 3193、制作年不明。H 68.5 × L 46.5 cm、油彩[16]
- 肖像画：イポリット・フランドラン（画家）、フランチェスコ・プリマティッチオ（画家）。収蔵品番号MV 4063、1840年制作。H 67.5 × L 51 cm、油彩[17]
- ブロンズ製メダル、横顔の肖像入り（資料番号：2011.00.120）直径 5.3 cm× 厚み 0.4 cm[18]

## 映画
1956年の映画「ディアーヌ」ではラナ・ターナーがディアーヌ・ド・ポワチエを演じた。